# LHA (檔案格式)
LHA是一種檔案壓縮電腦軟體，也是此壓縮格式的名稱，其對應的副檔名有.lha及.lzh。發明人為日本業餘程式設計師吉崎榮泰（吉崎 栄泰），在日本仍是常見的壓縮格式之一。

## 歷史
擔任內科醫師的吉崎榮泰利用業餘時間，在計算機科學家奧村晴彥所發明的演算法之基礎上開發了名為LHarc的檔案壓縮軟體及壓縮格式，1988年首次於網路上公開。1990年左右全面改寫程式，並改名為LHA。原本是要命名為LH，但是因為和MS-DOS的內部指令loadhigh的縮寫相同，為避免誤解，所以改為LHA。依作者當時的說明，LHA的發音為「拉」（ラー），但後來的新版本中沒有說明，所以很多人讀為「L·H·A」三個字母。很多日本人還讀為「 ruhā」、「 eruha」等。
同時期盛行的壓縮格式尚有ZIP，但因為ZIP格式的專用程式PKZIP為共享軟體，所以免費的LHA自1988年公開以來便迅速成為非常受歡迎的替代方案，許多作業系統也陸續出現可以使用LHA格式的軟體。除了在日本國內幾乎成為共通標準之外，LHA透過當時的磁片流通與網路傳輸，在其他國家也成為廣泛使用的壓縮格式之一。不過由於LHA格式後來沒有繼續開發，以致和其他壓縮格式相比有著壓縮比較低、不支援Unicode檔名、不能加密保護等缺點，再加上Mac OS X與Windows XP內建支援ZIP，所以LHA漸漸被其他壓縮格式所取代，流行範圍也縮回日本國內。
LHA對日本的檔案壓縮發展史是一個重要的里程碑，日本人稱「解壓縮」為「 Kaitō」、壓縮檔（特別是LHA格式的壓縮檔）為「 Shoko」的原因正是起源於LHA的說明文件。
2010年6月5日，廣受使用的动态链接库「UNLHA32.DLL」的作者Micco因LHA格式存在病毒可能被忽略的安全性問題（MHVI#20100425），在其個人網站上呼籲停止使用LHA，同時也中止UNLHA32.DLL的開發。不过Micco后来还是释出了修复，并且继续在2017年修复了几个新发现的DLL预载入漏洞。

## 外部連結
- http://oku.edu.mie-u.ac.jp/~okumura/compression/oldstory.html （页面存档备份，存于）－奧村晴彥所搜集的LHA開發歷史。